# Stephanoberyciformes
Ce taxon est aujourd'hui obsolète.
Ordre
Les Stephanoberyciformes sont un ordre de poissons divisé en deux super-familles et comportant neuf familles, de nos jours essentiellement répandues dans les abysses. Il est considéré comme obsolète et maintenant accepté comme un sous-ordre des Beryciformes (mais non pris en compte) dans WoRMS.

## Description
Corps généralement arrondi ; palais dépourvu de dents ; os du crâne, en général, exceptionnellement fins ; orbitosphénoïde absent (sauf présent chez Hispidoberyx) ; tablette sous-orbitaire absente ; supramaxillaire absent ou réduit.

## Liste des familles
| Avant d'être invalidé, l'ordre comprenait selon FishBase (3 mai 2016) et World Register of Marine Species (3 mai 2016) : - famille Gibberichthyidae Parr, 1933 - famille Hispidoberycidae Kotlyar, 1981 - famille Melamphaidae Gill, 1893 - famille Stephanoberycidae Gill, 1884 | Selon ITIS (3 mai 2016) : - super-famille Cetomimoidea (ordre des Cetomimiformes pour FishBase) - famille Barbourisiidae - famille Cetomimidae - famille Megalomycteridae - famille Mirapinnidae - famille Rondeletiidae - super-famille Stephanoberycoidea - famille Gibberichthyidae Parr, 1933 - famille Hispidoberycidae Kotlyar, 1981 - famille Melamphaidae - famille Stephanoberycidae Gill, 1884 |

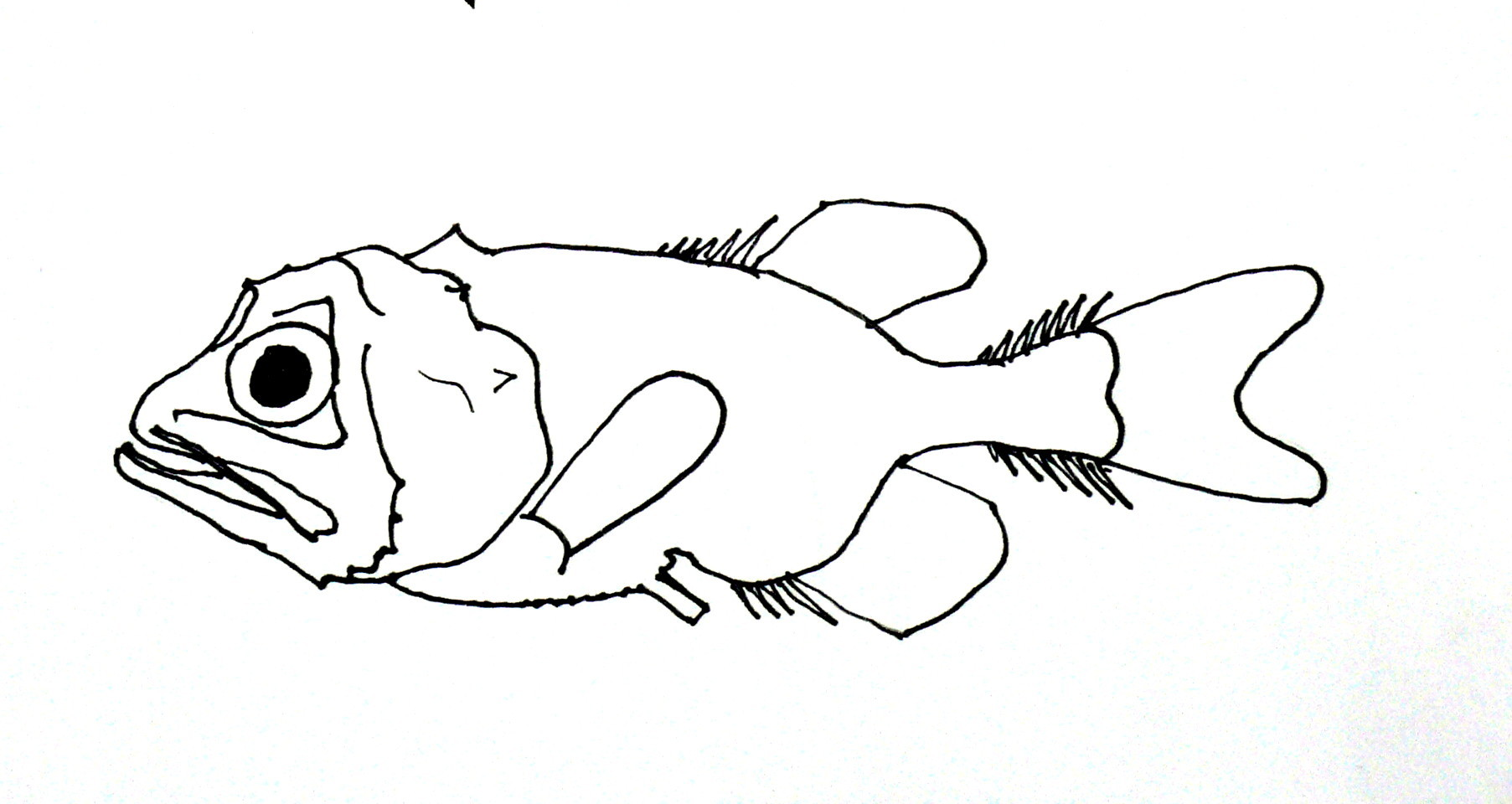
Gibberichthys pumilus (Gibberichthyidae).
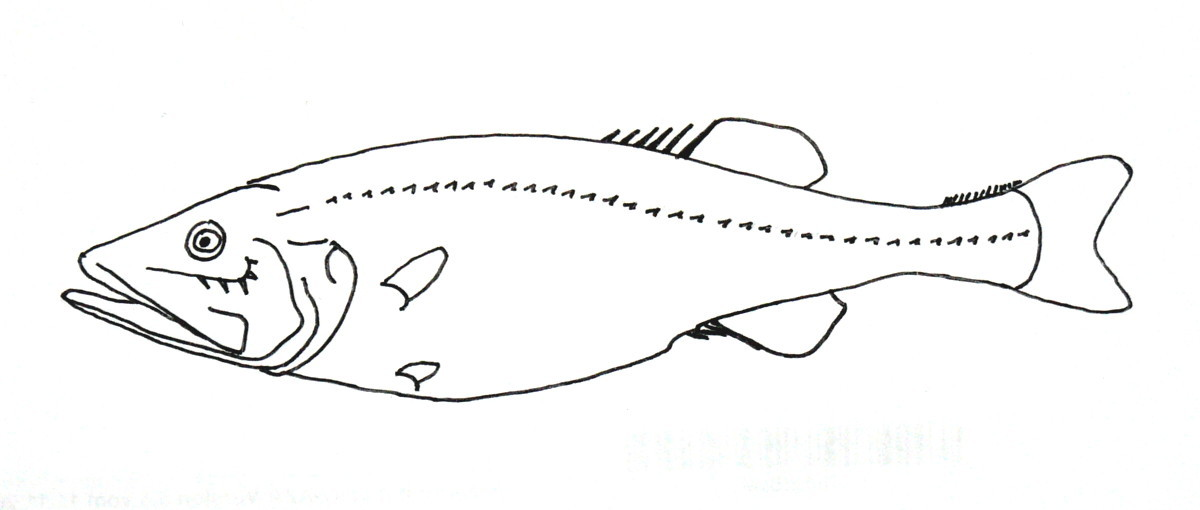
Hispidoberyx ambagiosus (Hispidoberycidae)).
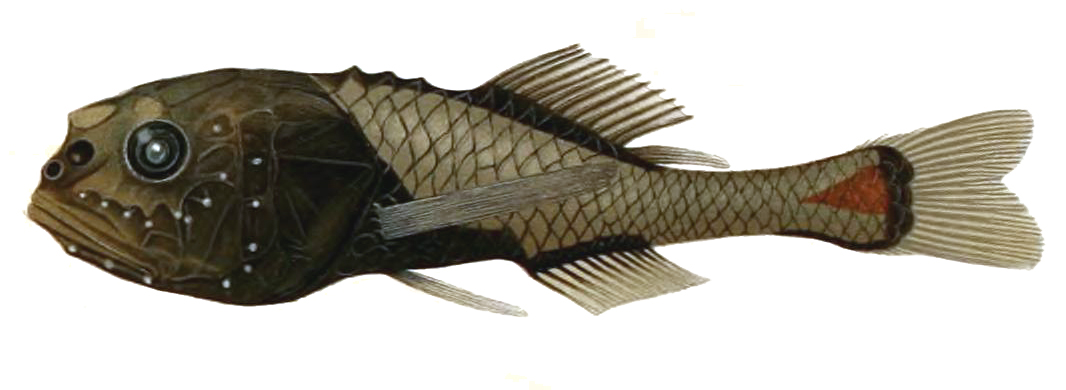
Poromitra crassiceps (Melamphaidae).
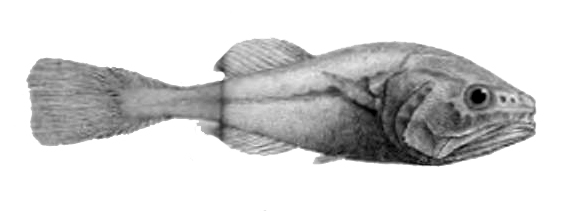
Malacosarcus macrostoma (Stephanoberycidae).

## Systématique
Les Stephanoberyciformes ont parfois été nommés Xenoberyces.
Dans l'ouvrage de référence « Fishes of the World » (5e édition), les auteurs ont intégré les familles auparavant classées dans les Stephanoberyciformes dans un sous-ordre des Beryciformes appelé Stephanoberycoidei. Ils considèrent que ce changement reflète une meilleure compréhension des relations évolutives.
Le nom valide de ce taxon est donc Beryciformes.
Beryciformes a pour synonymes :
- Cetomimiformes
- Stephanoberyciformes

## Étymologie
Du grec « stephanos » = couronne + du grec « beryx » ou « berys » = nom d'un poisson, en référence aux Berycidae, qui présentent de fines crêtes osseuses sur la tête.

## Publication originale
D'après The Taxonomicon (8 janvier 2025) la publication originale pour ce taxon serait : 
- Berg, L. S. (1937). A classification of fish-like vertebrates. Bulletin de l’Académie des Sciences de l’URSS (Izvestiya Akademii Nauk USSR, Seriya Biologischeskaya), 4, 1277‑1280.